# Nghiệp đoàn Diễn viên Màn ảnh
Nghiệp đoàn Diễn viên Màn ảnh (tiếng Anh: Screen Actors Guild, SAG) là một hiệp hội công đoàn Mỹ, đại diện cho hơn 100.000 diễn viên điện ảnh và truyền hình trên toàn cầu. Ngày 30 tháng 3 năm 2012, SAG tuyên bố các thành viên trong hội đồng ý sáp nhập với Liên đoàn Nghệ sĩ truyền hình và phát thanh Hoa Kỳ (American Federation of Television and Radio Artists, AFTRA), để từ đó trở thành hiệp hội SAG-AFTRA.

## Danh sách chủ tịch
- 1933–1933: Ralph Morgan
- 1933–1935: Eddie Cantor
- 1935–1938: Robert Montgomery
- 1938–1940: Ralph Morgan
- 1940–1942: Edward Arnold
- 1942–1944: James Cagney
- 1944–1946: George Murphy
- 1946–1947: Robert Montgomery
- 1947–1952: Ronald Reagan
- 1952–1957: Walter Pidgeon
- 1957–1958: Leon Ames
- 1958–1959: Howard Keel
- 1959–1960: Ronald Reagan
- 1960–1963: George Chandler
- 1963–1965: Dana Andrews
- 1965–1971: Charlton Heston
- 1971–1973: John Gavin
- 1973–1975: Dennis Weaver
- 1975–1979: Kathleen Nolan
- 1979–1981: William Schallert
- 1981–1985: Edward Asner
- 1985–1988: Patty Duke
- 1988–1995: Barry Gordon
- 1995–1999: Richard Masur
- 1999–2001: William Daniels
- 2001–2005: Melissa Gilbert
- 2005–2009: Alan Rosenberg
- 2009–2012: Ken Howard (tiếp tục tại SAG-AFTRA)